# Josep Ramon Gomis
Josep Maria Ramon i Gomis (Novelda, Alacant, 5 de maig de 1856 - † Novelda, Alacant, 10 de març de 1939) va ser un compositor i organista valencià.
Va començar la seva formació en la capella parroquial de Novelda. Més tard, es va traslladar a Madrid per començar la seva especialització en orgue en el Conservatori Superior de Música de Madrid. Després va tornar a Novelda, però no tardarà en tornar a Madrid perquè pensava que li oferia un ventall més ampli d'oportunitats per a la seva carrera musical. Va ser aquí on va adoptar diferents càrrecs com ara professor de cant i organista en l'asil de les Mercès, mestre i director d'un cor en el, ja desaparegut, col·legi de nenes de Leganés i director de l'orfeó de Sant Josep. Es va casar amb Maria de la Concepció Maestud Morillas, però es va enviudar i va tornar a la seva ciutat natal, on finalment, va morir.

## Obres
Gomis va ser prolífic en molts àmbits, però el gènere que més popularitat li va donar va ser el religiós i el litúrgic. Va compondre misses, villancets, himnes, salves i cants de difunts. També es poden trobar seguidilles, balades, nocturns, valsos, cançons, capritxos, pavanes, jotes i sarsueles. L'obra que gaudeix de més popularitat és l'himne a Jorge Joan.
Entre les seves obres es troben: 
| Misses                                                     | Villancets                            | Obres a piano                            | obres a piano amb veu                                                                |
| ---------------------------------------------------------- | ------------------------------------- | ---------------------------------------- | ------------------------------------------------------------------------------------ |
| Missa a dues veus o dos cors infantils amb orgue           | A Betlem per a dos cors i solo        | A bord, barcarola espanyola per piano    | A Jesús Natzarè, oració a una veu amb orgue o piano                                  |
| Missa apostòlica a una veu i un cor a l'uníson i orgue     | A veure a Jesús per a dos cors i solo | Ànima d'Espanya, Jota a quatre mans      | Ave María a una veu amb orgue o piano                                                |
| Missa de pastorella a dues veus o dos cors i orgue o piano | Davant el bressol                     | Antany, capritx pavana                   | Bésame, cançó espanyola                                                              |
| Missa en Do                                                | Cançó de Nadal                        | Antaño y ogaño, vals                     | Càntic popular a Sta. Maria Magdalena                                                |
|                                                            | El cantar d'un Zagalillo a una veu    | Capritx arabesc                          | Gelosia, sonet                                                                       |
|                                                            | Ha nascut el nen a dos cors i solo    | Del Toboso, Seguidilla                   | Eterna lluita, romança                                                               |
|                                                            | La cançó per a dos cors i solo        | Ecos de Lisboa                           | Himne a nostra senyora de la medalla miraculosa                                      |
|                                                            | Soni el pandero per a dos cors i solo | Ecos del harem, Balada oriental          | Jesusín, cançó de bressol                                                            |
|                                                            | Anem cantant per a dos cors i solo    | El somni de Marieta                      | La campana de mi aldea, balada                                                       |
|                                                            | Veniu a Betlem                        | En el sarau, Pavana                      | La nana, balada al nen Jesús                                                         |
|                                                            |                                       | En la festa del col·legi                 | Oració de campanes                                                                   |
|                                                            |                                       | En la aldea                              | Les set paraules de Crist en la creu                                                 |
|                                                            |                                       | Fi de segle, vals                        | Nafres de Sant Francesc                                                              |
|                                                            |                                       | Frases íntimes                           | Els mags de Rubens, sarsuela                                                         |
|                                                            |                                       | Furlana Veneciana                        | Madrigal per a cant i piano                                                          |
|                                                            |                                       | Jota per a sis mans                      | Marxa dedicada a Sant Vicent de Paul                                                 |
|                                                            |                                       | Impressions campestres                   | Melodia a la Verge                                                                   |
|                                                            |                                       | La brisa de la nit, nocturn              | El meu ventall, cançó espanyola                                                      |
|                                                            |                                       | Al costat de la reixa, serenata andalusa | Parce, primera lliçó del ofici de difunts                                            |
|                                                            |                                       | La campana de l'ermita                   | Pregària a la Verge                                                                  |
|                                                            |                                       | L'oració de les campanes                 | Flors de maig, romança a la Verge                                                    |
|                                                            |                                       | La cort de Carles IV, Pavana             | Salve Regina per a una veu i cor de nens al uníson amb acompanyament d'orgue o piano |
|                                                            |                                       | Els pàrvuls pianistes                    | Sonet a la Verge del Carme                                                           |
|                                                            |                                       | Minuet 2ª Gavota                         | Tedet, Segona lliçó del ofici de difunts                                             |
|                                                            |                                       | Pas de quatre                            | Trova                                                                                |
|                                                            |                                       | Records espanyols, valsos                | Tu ets el meu amor, Cançó pastoral al nen Jesús                                      |
|                                                            |                                       | Sevillana, capritx                       | Jo... Per què vaig néixer? Romança per a cant i piano                                |
|                                                            |                                       | Tot amor, Polka                          |                                                                                      |
|                                                            |                                       | Tres fulles d`àlbum                      |                                                                                      |
|                                                            |                                       | Una cobla de la jota, capritx            |                                                                                      |
|                                                            |                                       | Valsos de la meva pàtria                 |                                                                                      |
|                                                            |                                       | Versallesca, pavana                      |                                                                                      |